# Papercuts (Singles Collection 2000–2023)
Papercuts (Singles Collection 2000-2023), nebo jen Papercuts, je album největších hitů americké rockové skupiny Linkin Park. Bylo vydáno 12. dubna 2024 u vydavatelství Warner Records a navazuje na album Meteora 20th Anniversary Edition (2023).
Dne 28. června 2024 byla vydána instrumentální verze alba se stejným seznamem skladeb.

## Pozadí alba
Album zahrnuje nejprodávanější singly kapely z let 2000 až 2023. Album bylo oznámeno 23. února 2024 spolu s vydáním písně „Friendly Fire“, která se objevuje jako závěrečná skladba a byla nahrána během nahrávání alba One More Light v roce 2017. Toto album také obsahuje oficiální vydání písně „QWERTY“, která se poprvé objevila na exkluzivním EP z roku 2006. Album obsahuje materiál ze všech studiových alb Linkin Park s výjimkou alba The Hunting Party (2014).

## Seznam skladeb
| Papercuts (Singles Collection 2000–2023) | Papercuts (Singles Collection 2000–2023)                     | Papercuts (Singles Collection 2000–2023) |
| Pořadí                                   | Název                                                        | Délka                                    |
| ---------------------------------------- | ------------------------------------------------------------ | ---------------------------------------- |
| 1.                                       | "Crawling"                                                   | 3:29                                     |
| 2.                                       | "Faint"                                                      | 2:42                                     |
| 3.                                       | "Numb/Encore" (feat. Jay-Z) (Linkin Park, Jay-Z, Kanye West) | 3:25                                     |
| 4.                                       | "Papercut"                                                   | 3:05                                     |
| 5.                                       | "Breaking the Habit"                                         | 3:16                                     |
| 6.                                       | "In the Ebd"                                                 | 3:36                                     |
| 7.                                       | "Bleed It Out"                                               | 2:44                                     |
| 8.                                       | "Somewhere I Belong"                                         | 3:34                                     |
| 9.                                       | "Waiting for the End"                                        | 3:51                                     |
| 10.                                      | "Castle of Glass"                                            | 3:25                                     |
| 11.                                      | "One More Light" (Shinoda, Francis Anthony White)            | 4:15                                     |
| 12.                                      | "Burn It Down"                                               | 3:50                                     |
| 13.                                      | "What I've Done"                                             | 3:25                                     |
| 14.                                      | "QWERTY"                                                     | 3:22                                     |
| 15.                                      | "One Step Closer"                                            | 2:37                                     |
| 16.                                      | "New Divide"                                                 | 4:29                                     |
| 17.                                      | "Leave Out All the Rest"                                     | 3:29                                     |
| 18.                                      | "Lost"                                                       | 3:19                                     |
| 19.                                      | "Numb"                                                       | 3:07                                     |
| 20.                                      | "Friendly Fire" (Delson, Jon Green, Shinoda)                 | 2:56                                     |
| Celková délka:                           | Celková délka:                                               | 67:57                                    |

## Hlavní interpreti

#### Linkin Park
- Chester Bennington – zpěv, doprovodné vokály, producent
- Rob Bourdon – doprovodné vokály, bicí, perkuse, producent, programování
- Brad Delson – doprovodné vokály, basová kytara, kytara, doprovodné vokály, sólová kytara, aranžér, akustická kytara, producent, samplování, syntezátor
- Dave "Phoenix" Farrell – doprovodné vokály, basová kytara, producent, kytara
- Joe Hahn – doprovodné vokály, DJ, samplování, programování, syntezátor, producent
- Mike Shinoda – zpěv, beaty, DJ, samplování, kytara, aranžér smyčců, producent, aranžér, hudební inženýr, doprovodné vokály, klávesy, klavír, rytmická kytara, syntezátor, lesní roh, sólová kytara, smyčce, programátor